# Promachus robertii
Promachus robertii là một loài ruồi trong họ Asilidae. Promachus robertii được Macquart miêu tả năm 1838.